# Cornelia Funke
Cornelia Funke (Dorsten, 10 december 1958) is een Duits kinder- en jeugdboekenschrijfster en illustrator.
Ze studeerde onderwijskunde aan de Universiteit van Hamburg en daarna gaf ze een tijdlang les. Dankzij het diploma dat Funke voor illustreren had, werd ze ook gevraagd om boeken te illustreren. Zo kreeg ze het idee om zelf boeken te schrijven.
Funke kreeg zowel voor De dievenbende van Scipio als voor Hart van Inkt een Zilveren Griffel. Beide boeken werden verfilmd (als The Thief Lord en Inkheart). Web van Inkt en Nacht van Inkt zijn deel twee en drie van de Inkheart-trilogie.